# バラタ (皇帝)

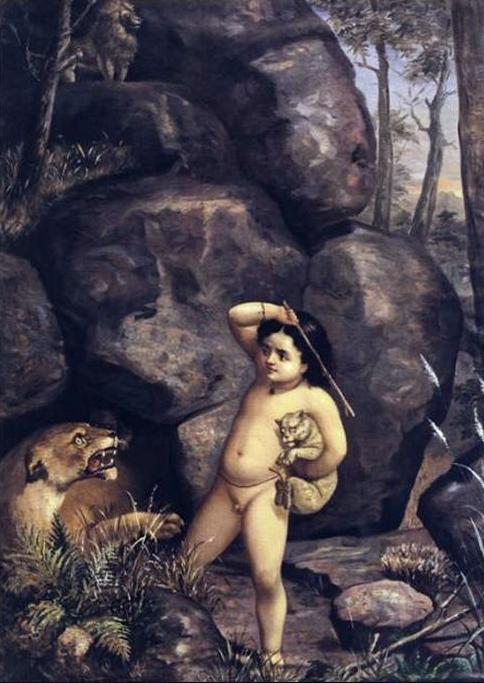
猛獣より強い子供時代のバラタ（ラヴィ・ヴァルマ画）

バラタ（サンスクリット: भरत Bharata）は、インド古代の伝説的な王。バラタ族の祖とされる。『マハーバーラタ』では世界（インド亜大陸）全体を支配した皇帝（サムラート）とする。インドを「バーラタヴァルシャ」（Bhārata-varṣa）と呼ぶのははバラタにもとづく。

## ヴェーダ
後世の叙事詩やプラーナ文献に登場する有名な王たちのほとんどは『リグ・ヴェーダ』には見えないが、バラタは数少ない例外で、『リグ・ヴェーダ』に複数回言及されている。ただしバラタ族の始祖としての扱いであり、バラタ個人が行った行為については語られない。たとえば7.8のアグニ賛歌では「バラタの火（アグニ）」が太陽のように輝いて敵のプール族を制圧したとするが、これはバラタ族の軍事力をバラタの火で象徴したものである:892。

## ブラーフマナ
『アイタレーヤ・ブラーフマナ』にはドゥフシャンタの子のバラタが全世界を征服し、大規模な供犠祭を挙行したことを記している。『シャタパタ・ブラーフマナ』ではドゥフシャンタの子のバラタの母をアプサラスのシャクンタラーとし、またバラタが世界を征服した後にインドラに対して1000頭を越える馬の供犠（アシュヴァメーダ）を行ったことを記す。

## マハーバーラタ
『マハーバーラタ』の主要な登場人物の属するカウラヴァ（クル族）とパーンダヴァ（パーンドゥ族）はいずれもバラタの子孫にあたる。
『マハーバーラタ』巻1によると、プール族のドゥフシャンタ（ドゥシヤンタ、ドゥシュマンタとも）王はカンヴァ仙の庵でシャクンタラーに出会った。彼女はヴィシュヴァーミトラとアプサラスのメーナカーから生まれたが、その後メーナカーはインドラの元に帰ってしまい、子供が禿鷹に育てられているのを見たカンヴァ仙が発見して引きとって育てていたのだった。ドゥフシャンタとシャクンタラーはガンダルヴァ婚（当事者だけの恋愛結婚）を行った。ドゥフシャンタが庵を去った後にシャクンタラーは子供を生んだが、少年時代からすでにライオンを殺すことができるほど力が強く、動物達で彼にかなうものがなかったためにサルヴァダマナ（すべてを征服するもの）と呼ばれた。シャクンタラーは息子とともに王のもとへ行ったが、王は彼女が嘘をついていると主張して我が子と認知しなかった。しかしシャクンタラーが真実を語っていることを天からの声が支持したため、王は子供を認知してバラタ（支持された）と名付け、王位継承者に指定した:1.96-105。
バラタは王として全世界の王を支配し、チャクラヴァルティンまたはサールヴァバウマ（地上すべての支配者）と呼ばれた。彼はカンヴァを祭官として盛大な祭儀を行った。
バラタはバラタ族の始祖となった。彼は3人の妃と9人の子があったが、バラタが子供達を王位継承者とするに十分でないと考えたため、妃たちは怒って子供達を殺してしまった。バラタはバラドヴァージャを祭官として大規模な祭儀を行い、そのおかげでブーマニユという子供が得られ、バラタはかれを継承者に定めた。ブーマニユの母はカーシー国王サルヴァセーナの娘のスナンダーだった。
巻2によると、地上のすべての王を支配する皇帝（サムラート）は歴史上に5人いたが、バラタはそのひとりであった:1.309。巻7によるとバラタは武勇に優れ、サルヴァダマナ（すべての征服者）と呼ばれた。また多くの盛大な供犠を行った:4.88-89。